# Maximilian Stejskal
Maximilian Stejskal, född 21 augusti 1905, död 2 augusti 1991, var en finländsk gymnastiklärare och insamlare av folkliga idrottslekar. Som stipendiat för Svenska litteratursällskapet i Finland (SLS) reste han runt i de svenskspråkiga områdena i Finland och Estland på 1930-talet och tecknade upp och fotograferade idrottslekar, manliga styrkeprov och barnlekar.

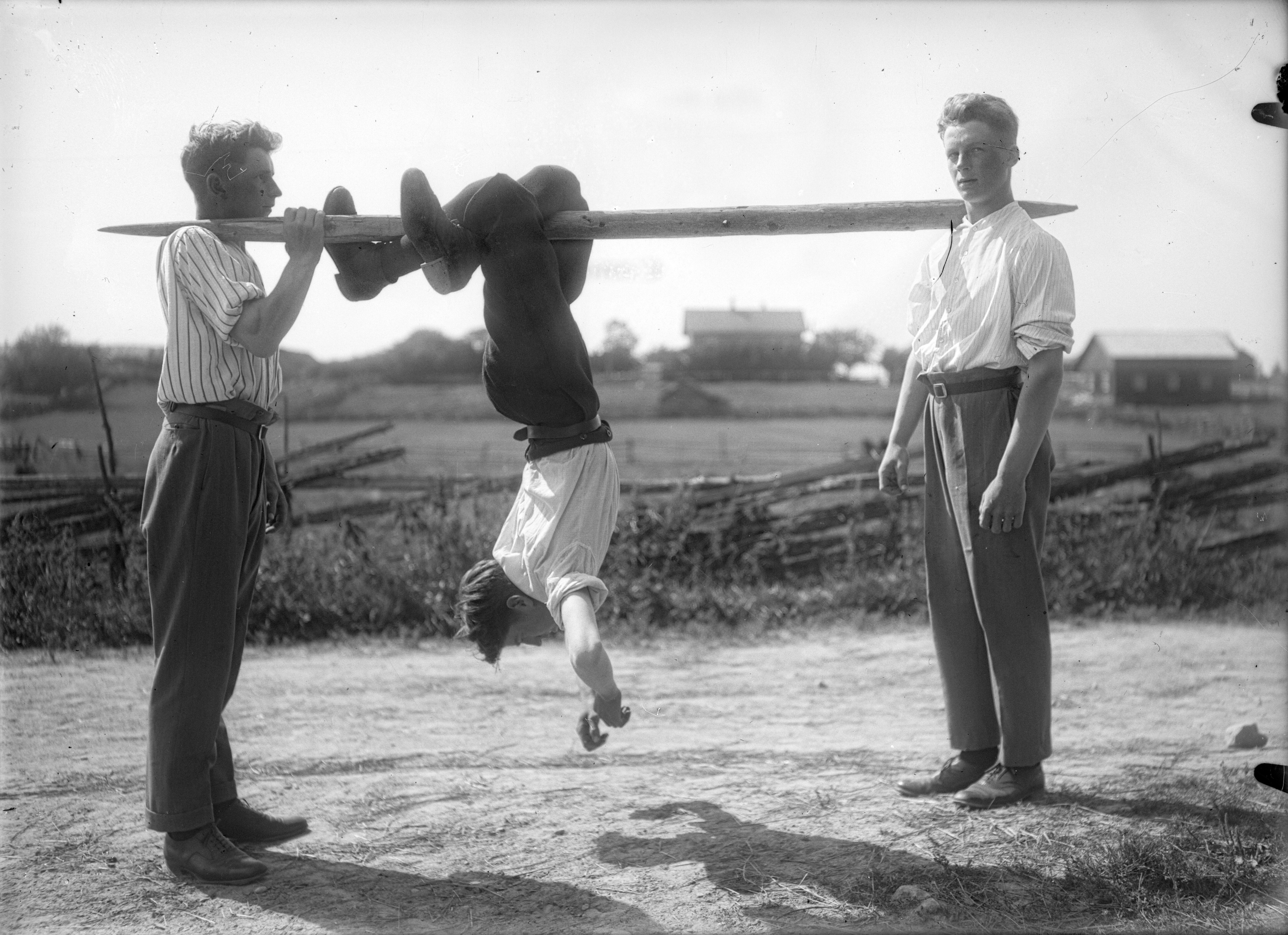
Flå katt. Mannen som hänger med huvudet ned ska med egen kraft försöka sätta sig på stången igen. Leken var en av de folkliga idrottslekar som Maximilian Stejskal dokumenterade under sina insamlingsfärder. Bilden är tagen i Jomala, Åland 1930.

## Gymnastiklärare och folklivsforskare
Maximilian Stejskal var anställd som gymnastiklärare vid Svenska normallyceum i Helsingfors. Som student engagerades han 1928 som fältinsamlare för Svenska litteratursällskapet. Insamlingen ledde till 11 samlingar, bestående av drygt 2 000 sidor handskrivna uppteckningar och över 400 fotografier som förvaras i SLS arkiv i Helsingfors. Materialet är digitaliserat i sin helhet och finns tillgängligt på sökportalen Finna.
Stejskal använde sitt eget fältmaterial för doktorsavhandlingen, som han arbetade med vid sidan av familjeliv och undervisning. Han disputerade på avhandlingen ”Folklig idrott” 1954, men återkom aldrig till forskningen utan fortsatte arbeta som gymnastiklärare för pojkar på heltid.

## Insamlingsresor i svenskspråkiga miljöer
Under studietiden blev Stejskal engagerad i insamlingsarbetet. Han förberedde sig genom att gå en kurs i landsmålsalfabetet och instruerades i fototeknik vid Atelier Nyblin i Helsingfors. Sin första fältinsamlingsresa gjorde han sommaren 1929 till östra Nyland, på cykel och utrustad med studentmössa, två kameror och en stor låda med glasnegativ. 
I bygderna togs Stejskal ofta emot av traktens lärare som introducerade lämpliga meddelare för honom. Han hade inte alltid lätt att övertala folk att demonstrera lekar på beställning, ”att leka ansågs föråldrat och barnsligt”, har Stejskal uppgett. 
Den svenska folklivsforskaren Johan Götlind, vars frågelista om lekar Stejskal följt i sin insamling, uppmuntrade honom att fortsätta insamlingen och under 1930-talet gjorde han insamlingsresor i hela Svenskfinland flera somrar i rad, ofta fyra veckor i sträck. Stejskal samlade också in vinteridrottlekar 1935–1938 och deltog i SLS expedition till Estland 1932 då han samlade idrottslekar i svenskbygderna på öarna. 

## Lekbeskrivningar och fotografier
På sina färder fotograferade och beskrev Stejskal systematiskt folkliga lekar, vighets- och styrkeprov, men han dokumenterade också barnens lektraditioner. I vissa fall handlar idrottslekarna om att tävla mot en eller flera andra män, ibland om att ensam bevisa sin styrka, vighet och balans genom att lyfta ett tungt föremål eller hållas i en obekväm kroppsställning. En del av lekarnas namn syftar på traditionellt manliga dygder som styrka, mod och uthållighet och de innehåller ofta ord såsom ”lyfta”, ”kasta” och ”dra”. 
Då Stejskal gjorde sin insamling under 1930-talet var många av lekarna och styrkeproven inte längre levande tradition, men de äldre männen mindes lekarna som de praktiserat i ungdomen. Gubbarna berättade hur proven gick till varefter de bad några av de yngre männen att utföra dem. Stejskal antecknade noggrant hur personerna gjorde och fotograferade handlingen. Den tidens fotograferingsteknik var utmanande och de kameror Stejskal hade att tillgå var stora lådkameror som saknade automatik och glasnegativen var tunga och ömtåliga. För dokumentationen inomhus i de dunkla stugorna vintertid krävdes fotoblixt i form av ett separat aggregat.